# Smalsporsbanen Borjomi – Bakuriani
Smalsporsbanen Borjomi – Bakuriani er en historisk smalsporet jernbanestrækning, der går  mellem Borjomi og Bakuriani i Georgien. Den blev bygget i 1902 efter ordre fra Romanov’erne. Strækningens lokomotiv er fra 1966 og skyder en topfart på 25 kilometer i timen. Sporvidden er 912 millimeter. 
Al godstrafik på banen blev indstillet i 1991. Den er stadig i brug til persontrafik og lige populær blandt turister og lokale.